# Kirkjubæjarklaustur

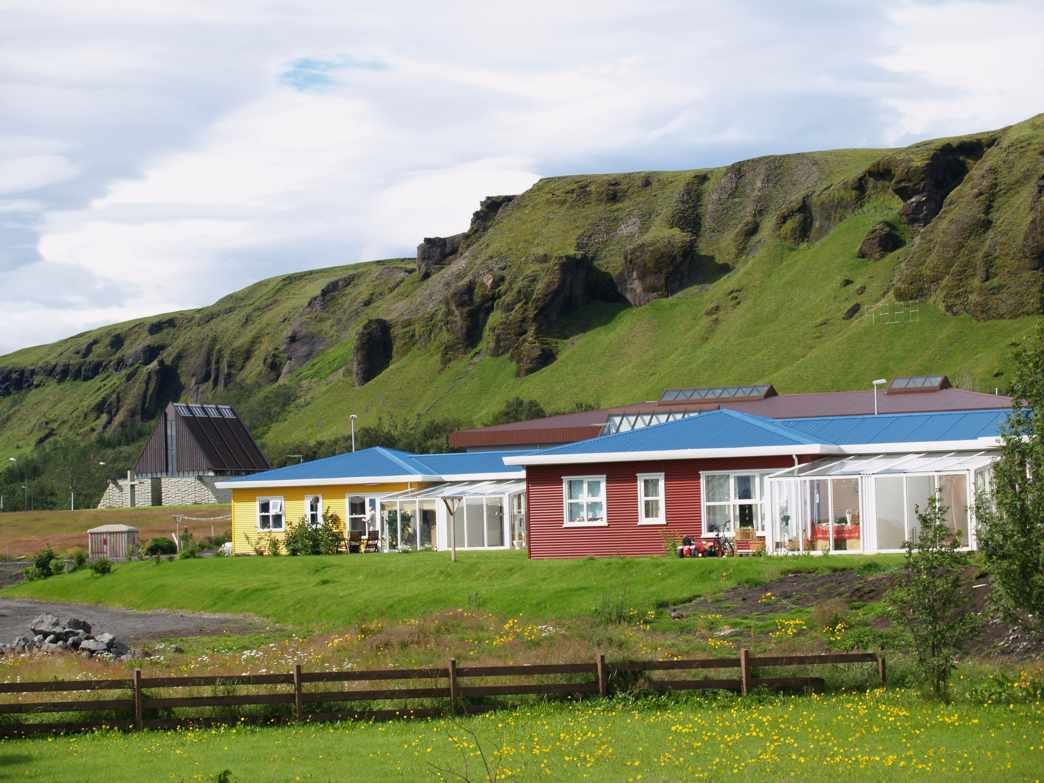
Kirkjubæjarklaustur

Kirkjubæjarklaustur (Kyrkbyklostret), eller Klaustur, är huvudort i kommunen Skaftárhreppur i Suðurland i Island. Den har 191 invånare (2021) och är den största orten i kommunen Skaftárhreppur. Den ligger vid Ringvägen.
Det kan vara så att irländska munkar bodde i området, redan innan norska invandrare kom dit. Från 1186 fanns där ett nunnekloster av Benediktinerorden fram till reformationen 1550. Namnen "Systrafoss" och Systravatn sammanhänger med klostret.
Orten blev känd i samband med vulkanen Lakis utbrott 1783, som byn undslapp att utplånas av med knapp marginal. Idag är orten handelscentrum för omkringliggande landsbygd och turistort. 
Basaltformationen Kirkjugólf ligger omedelbart öster om samhället. 
I närheten av Kirkjubæjarklaustur finns Hildishaugur, Hildir Eysteinssons grav.

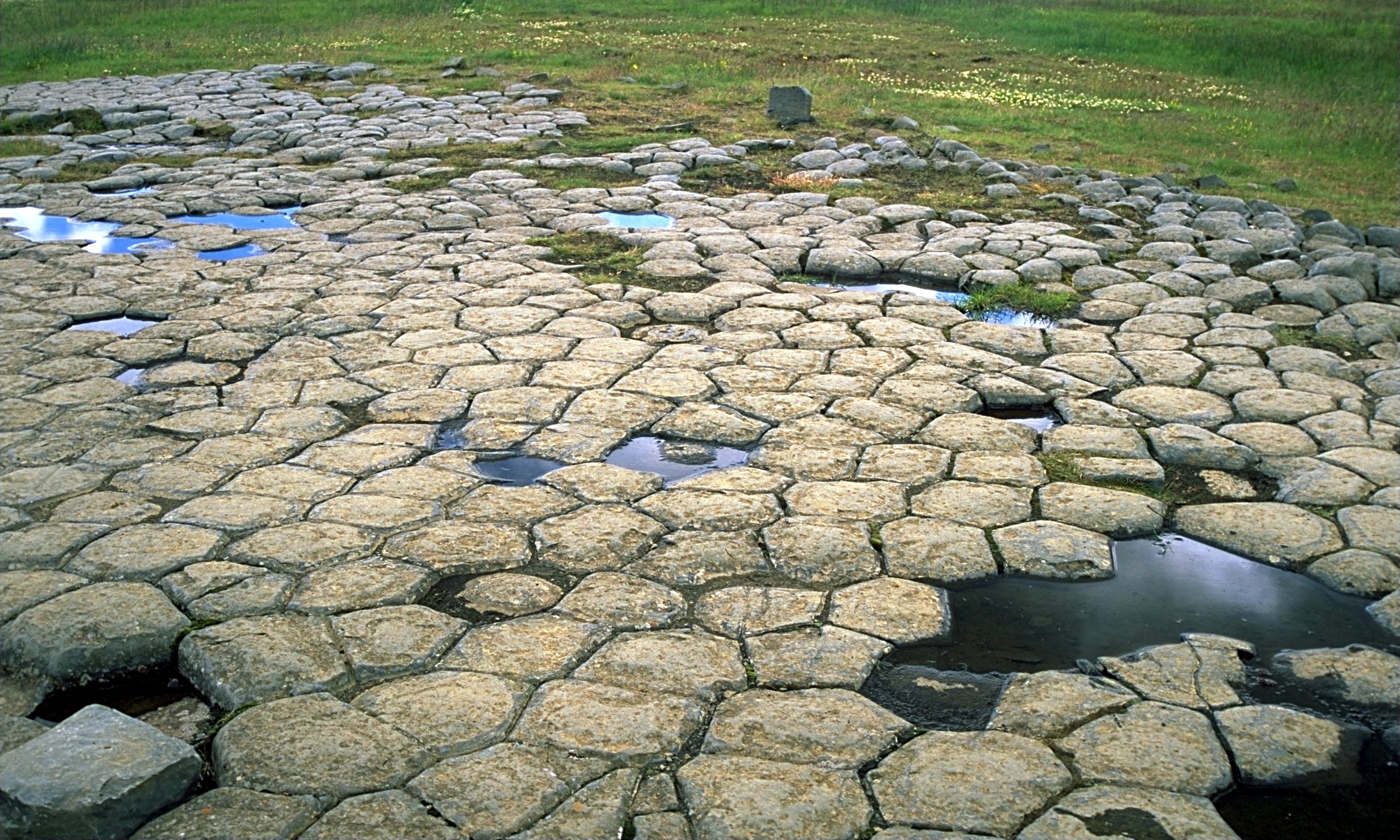
Formation av basalt i Kirkjugólf i närheten av Kirkjubæjarklaustur
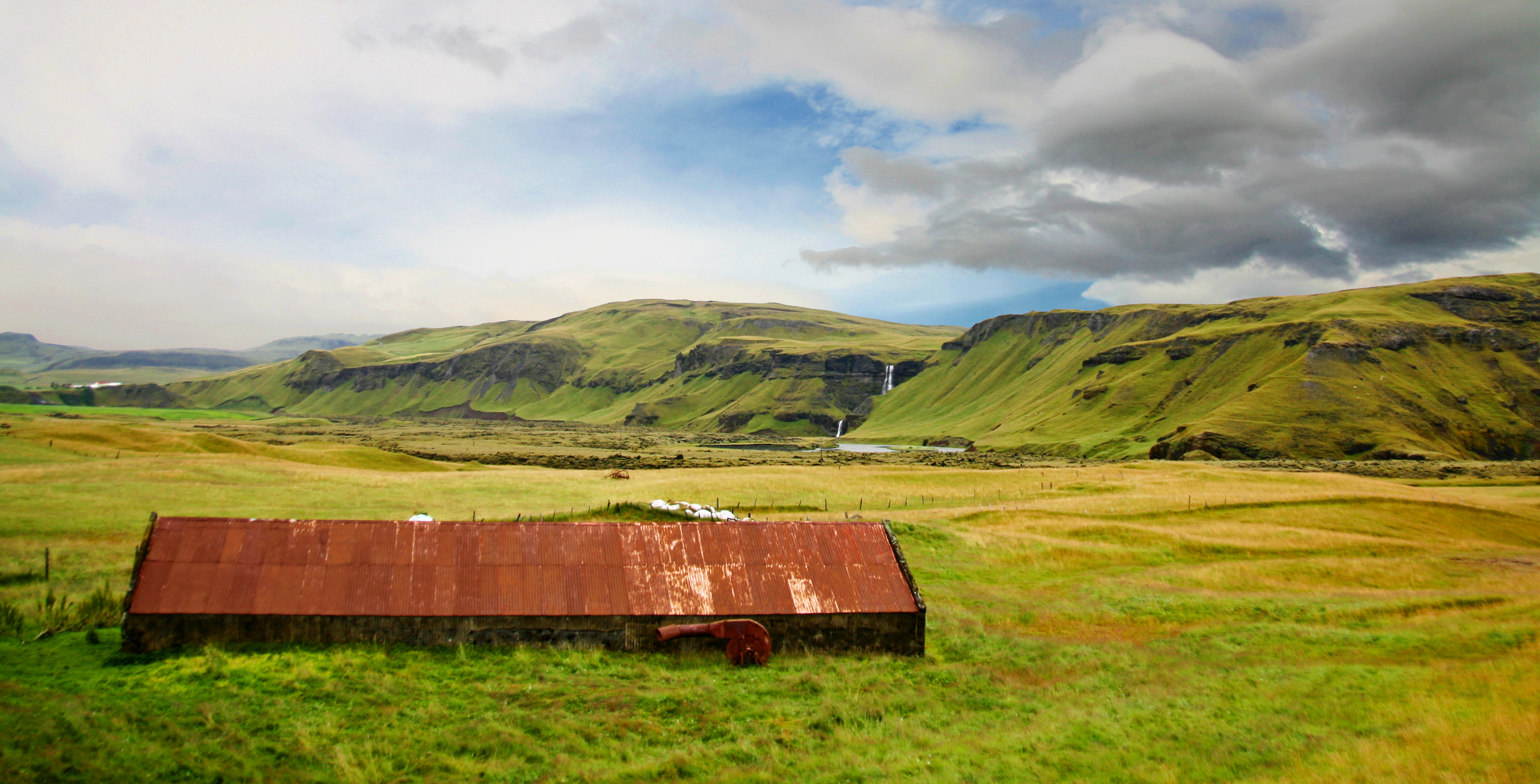
Bondgård nära Kirkjubæjarklaustur